# Most Hirado
Most Hirado (japonsky: 平戸大橋; Hirado Ó-haši) je visutý most v prefektuře Nagasaki v Japonsku. Spojuje ostrovy Hirado, na kterém leží město Hirado a Kjúšú. Dokončen byl v roce 1977. Rozpětí pilířů činí 465,5 metrů a celková délka je 665 m.